# Coppa Davis 2024 Zona America Gruppo IV
La Zona America del Gruppo Mondiale IV è il quarto livello della Coppa Davis 2024.

## Nazioni partecipanti
- Antigua e Barbuda
- Aruba
- Cuba
- Haiti
- Honduras

- Nicaragua
- Saint Lucia
- Trinidad e Tobago
- Isole Vergini Americane

## Risultati
Data: 22-27 luglio 2024 

Luogo: National Racquet Sport Centre, Tacarigua, Trinidad e Tobago 

Superficie: Cemento
Le nazioni sono divise in due gironi da quattro e cinque squadre:
- Le due prime classificate di girone si incrociano in un playoff. Le due squadre vincitrici verranno promosse nel Gruppo III Zona America 2025.

### Round Robin

#### Gruppo A
|  |                   | Aruba | Honduras | Antigua e Barbuda | Haiti | RR V-P       | Match V-P    | Set V-P | Classifica |
|  | Aruba             |       | 2-1      | 2-1               | 3-0   | 3-0 (100%)   | 7-2 (77.78%) | – (%)   | 1          |
|  | Honduras          | 1-2   |          | 2-1               | 3-0   | 2-1 (66.67%) | 6-3 (66.67%) | – (%)   | 2          |
|  | Antigua e Barbuda | 1-2   | 1-2      |                   | 2-1   | 1-2 (33.33%) | 5-4 (55.56%) | – (%)   | 3          |
|  | Haiti             | 0-3   | 0-3      | 1-2               |       | 0-3 (100%)   | 1-9 (10%)    | – (%)   | 4          |

#### Gruppo B
|  |                         | Cuba | Nicaragua | Isole Vergini Americane | Trinidad e Tobago | Saint Lucia | RR V-P    | Match V-P    | Set V-P | Classifica |
|  | Cuba                    |      | 3-0       | 2-1                     | 1-2               | 3-0         | 3-1 (75%) | 9-3          | – (%)   | 1          |
|  | Nicaragua               | 0-3  |           | 2-1                     | 2-1               | 2-1         | 3-1 (75%) | 6-6 (50%)    | – (%)   | 2          |
|  | Isole Vergini Americane | 1-2  | 1-2       |                         | 2-1               | 3-0         | 2-2 (50%) | 7-5 (58.33%) | – (%)   | 3          |
|  | Trinidad e Tobago       | 2-1  | 1-2       | 1-2                     |                   | 3-0         | 2-2 (50%) | 7-5 (58.33%) | – (%)   | 4          |
|  | Saint Lucia             | 0-3  | 1-2       | 0-3                     | 0-3               |             | 0-4 (0%)  | 1-11 (8.33%) | – (%)   | 5          |

### Playoff
|                    | Squadra 1         | Punteggio | Squadra 2               |
| ------------------ | ----------------- | --------- | ----------------------- |
| Playoff promozione | Aruba             | 2-0       | Nicaragua               |
| Playoff promozione | Honduras          | 2-1       | Cuba                    |
| 5º - 6º posto      | Antigua e Barbuda | 0-2       | Isole Vergini Americane |
| 7º - 8º posto      | Haiti             | 2-1       | Trinidad e Tobago       |

- Aruba e  Honduras qualificate al Gruppo III Zona America.

### Classifica finale
| Pos      | Squadra                 |
| -------- | ----------------------- |
| Promosse | Aruba                   |
| Promosse | Honduras                |
| T3.      | Nicaragua               |
| T3.      | Cuba                    |
| 5.       | Isole Vergini Americane |
| 6.       | Antigua e Barbuda       |
| 7.       | Haiti                   |
| 8.       | Trinidad e Tobago       |
| 9.       | Saint Lucia             |

## Round Robin

### Gruppo A

#### Honduras vs. Antigua e Barbuda
| Honduras 2 | Luogo: National Racquet Sport Centre, Tacarigua, Trinidad e Tobago 22 luglio 2024 Cemento | Luogo: National Racquet Sport Centre, Tacarigua, Trinidad e Tobago 22 luglio 2024 Cemento | Antigua e Barbuda 1 |     |     |  |
| \| \| \| \| 1 \| 2 \| 3 \| \| \| - \| \| ---------------------------------------------------------------- \| ---- \| --- \| --- \| \| \| 1 \| \| Alejandro Obando Rodain Shaquan Monelle \| 6 1 \| 6 1 \| \| \| \| 2 \| \| Mario Richmagui Jody Maginley \| 4 6 \| 2 6 \| \| \| \| 3 \| \| Alejandro Obando / Keny Turcios Jody Maginley / Cordell Williams \| 65 7 \| 6 3 \| 6 2 \| \| |                                                                                           |                                                                                           |                     |     |     |  |
| |                                                                                           |                                                                                           | 1                   | 2   | 3   |  |
| 1 | Honduras (bandiera) · Antigua e Barbuda (bandiera)                                        | Alejandro Obando Rodain Shaquan Monelle                                                   | 6 1                 | 6 1 |     |  |
| 2 | Honduras (bandiera) · Antigua e Barbuda (bandiera)                                        | Mario Richmagui Jody Maginley                                                             | 4 6                 | 2 6 |     |  |
| 3 | Honduras (bandiera) · Antigua e Barbuda (bandiera)                                        | Alejandro Obando / Keny Turcios Jody Maginley / Cordell Williams                          | 65 7                | 6 3 | 6 2 |  |

#### Haiti vs. Aruba
| Haiti 0 | National Racquet Sport Centre, Tacarigua, Trinidad e Tobago 22 luglio 2024 Cemento | National Racquet Sport Centre, Tacarigua, Trinidad e Tobago 22 luglio 2024 Cemento | Aruba 3 |     |   |  |
| \| \| \| \| 1 \| 2 \| 3 \| \| \| - \| \| --------------------------------------------------------------- \| --- \| --- \| - \| \| \| 1 \| \| Jayven Andrew Ryan Jean Baptiste Frederick Sydow \| 4 6 \| 3 6 \| \| \| \| 2 \| \| Dorcely Luckens Patrick Sydow \| 1 6 \| 1 6 \| \| \| \| 3 \| \| Dorcely Luckens / Francky St Louis Kyle Frankel / Patrick Sydow \| 1 6 \| 0 6 \| \| \| |                                                                                    |                                                                                    |         |     |   |  |
| |                                                                                    |                                                                                    | 1       | 2   | 3 |  |
| 1 | Haiti (bandiera) · Aruba (bandiera)                                                | Jayven Andrew Ryan Jean Baptiste Frederick Sydow                                   | 4 6     | 3 6 |   |  |
| 2 | Haiti (bandiera) · Aruba (bandiera)                                                | Dorcely Luckens Patrick Sydow                                                      | 1 6     | 1 6 |   |  |
| 3 | Haiti (bandiera) · Aruba (bandiera)                                                | Dorcely Luckens / Francky St Louis Kyle Frankel / Patrick Sydow                    | 1 6     | 0 6 |   |  |

#### Honduras vs. Haiti
| Honduras 3 | National Racquet Sport Centre, Tacarigua, Trinidad e Tobago 24 luglio 2024 Cemento | National Racquet Sport Centre, Tacarigua, Trinidad e Tobago 24 luglio 2024 Cemento | Haiti 0 |     |   |  |
| \| \| \| \| 1 \| 2 \| 3 \| \| \| - \| \| --------------------------------------------------------------------------------- \| --- \| --- \| - \| \| \| 1 \| \| Guillermo Alfonso Bennaton Jayven Andrew Ryan Jean Baptiste \| 6 2 \| 6 1 \| \| \| \| 2 \| \| Alejandro Obando Dorcely Luckens \| 6 2 \| 6 4 \| \| \| \| 3 \| \| Mario Richmagui / Keny Turcios Dorcely Luckens / Jayven Andrew Ryan Jean Baptiste \| 6 1 \| 6 0 \| \| \| |                                                                                    |                                                                                    |         |     |   |  |
| |                                                                                    |                                                                                    | 1       | 2   | 3 |  |
| 1 | Honduras (bandiera) · Haiti (bandiera)                                             | Guillermo Alfonso Bennaton Jayven Andrew Ryan Jean Baptiste                        | 6 2     | 6 1 |   |  |
| 2 | Honduras (bandiera) · Haiti (bandiera)                                             | Alejandro Obando Dorcely Luckens                                                   | 6 2     | 6 4 |   |  |
| 3 | Honduras (bandiera) · Haiti (bandiera)                                             | Mario Richmagui / Keny Turcios Dorcely Luckens / Jayven Andrew Ryan Jean Baptiste  | 6 1     | 6 0 |   |  |

#### Antigua e Barbuda vs. Aruba
| Antigua e Barbuda 1 | National Racquet Sport Centre, Tacarigua, Trinidad e Tobago 24 luglio 2024 Cemento | National Racquet Sport Centre, Tacarigua, Trinidad e Tobago 24 luglio 2024 Cemento | Aruba 2 |     |     |  |
| \| \| \| \| 1 \| 2 \| 3 \| \| \| - \| \| ------------------------------------------------------------- \| --- \| --- \| --- \| \| \| 1 \| \| Rodain Shaquan Monelle Frederick Sydow \| 0 6 \| 1 6 \| \| \| \| 2 \| \| Jody Maginley Patrick Sydow \| 4 6 \| 6 4 \| 6 4 \| \| \| 3 \| \| Jody Maginley / Cordell Williams Kyle Frankel / Patrick Sydow \| 6 4 \| 2 6 \| 1 6 \| \| |                                                                                    |                                                                                    |         |     |     |  |
| |                                                                                    |                                                                                    | 1       | 2   | 3   |  |
| 1 | Antigua e Barbuda (bandiera) · Aruba (bandiera)                                    | Rodain Shaquan Monelle Frederick Sydow                                             | 0 6     | 1 6 |     |  |
| 2 | Antigua e Barbuda (bandiera) · Aruba (bandiera)                                    | Jody Maginley Patrick Sydow                                                        | 4 6     | 6 4 | 6 4 |  |
| 3 | Antigua e Barbuda (bandiera) · Aruba (bandiera)                                    | Jody Maginley / Cordell Williams Kyle Frankel / Patrick Sydow                      | 6 4     | 2 6 | 1 6 |  |

#### Honduras vs. Aruba
| Honduras 1 | National Racquet Sport Centre, Tacarigua, Trinidad e Tobago 26 luglio 2024 Cemento | National Racquet Sport Centre, Tacarigua, Trinidad e Tobago 26 luglio 2024 Cemento | Aruba 2 |     |   |  |
| \| \| \| \| 1 \| 2 \| 3 \| \| \| - \| \| ------------------------------------------------------------ \| --- \| --- \| - \| \| \| 1 \| \| Alejandro Obando Frederick Sydow \| 6 2 \| 6 2 \| \| \| \| 2 \| \| Mario Richmagui Patrick Sydow \| 1 6 \| 0 6 \| 3 \| \| \| 3 \| \| Alejandro Obando / Keny Turcios Kyle Frankel / Patrick Sydow \| 4 6 \| 4 6 \| \| \| |                                                                                    |                                                                                    |         |     |   |  |
| |                                                                                    |                                                                                    | 1       | 2   | 3 |  |
| 1 | Honduras (bandiera) · Aruba (bandiera)                                             | Alejandro Obando Frederick Sydow                                                   | 6 2     | 6 2 |   |  |
| 2 | Honduras (bandiera) · Aruba (bandiera)                                             | Mario Richmagui Patrick Sydow                                                      | 1 6     | 0 6 | 3 |  |
| 3 | Honduras (bandiera) · Aruba (bandiera)                                             | Alejandro Obando / Keny Turcios Kyle Frankel / Patrick Sydow                       | 4 6     | 4 6 |   |  |

#### Antigua e Barbuda vs. Haiti
| Antigua e Barbuda 2 | National Racquet Sport Centre, Tacarigua, Trinidad e Tobago 24 luglio 2024 Cemento | National Racquet Sport Centre, Tacarigua, Trinidad e Tobago 24 luglio 2024 Cemento        | Haiti 1 |     |   |        |
| \| \| \| \| 1 \| 2 \| 3 \| \| \| - \| \| ----------------------------------------------------------------------------------------- \| --- \| --- \| - \| ------ \| \| 1 \| \| Ron Murraine Dorcely Luckens \| 3 6 \| 3 6 \| \| \| \| 2 \| \| Jody Maginley Christopher Bogelin \| 6 4 \| 3 0 \| \| ritiro \| \| 3 \| \| Jody Maginley / Rodain Shaquan Monelle Dorcely Luckens / Jayven Andrew Ryan Jean Baptiste \| 6 4 \| 6 2 \| \| \| |                                                                                    |                                                                                           |         |     |   |        |
| |                                                                                    |                                                                                           | 1       | 2   | 3 |        |
| 1 | Antigua e Barbuda (bandiera) · Haiti (bandiera)                                    | Ron Murraine Dorcely Luckens                                                              | 3 6     | 3 6 |   |        |
| 2 | Antigua e Barbuda (bandiera) · Haiti (bandiera)                                    | Jody Maginley Christopher Bogelin                                                         | 6 4     | 3 0 |   | ritiro |
| 3 | Antigua e Barbuda (bandiera) · Haiti (bandiera)                                    | Jody Maginley / Rodain Shaquan Monelle Dorcely Luckens / Jayven Andrew Ryan Jean Baptiste | 6 4     | 6 2 |   |        |

### Gruppo B

#### Cuba vs. Trinidad e Tobago
| Cuba 1 | National Racquet Sport Centre, Tacarigua, Trinidad e Tobago 22 luglio 2024 Cemento | National Racquet Sport Centre, Tacarigua, Trinidad e Tobago 22 luglio 2024 Cemento | Trinidad e Tobago 2 |     |     |  |
| \| \| \| \| 1 \| 2 \| 3 \| \| \| - \| \| ---------------------------------------------------------------------------------- \| --- \| --- \| --- \| \| \| 1 \| \| Denilson Martinez Kamran Curtis McIntosh-Ross \| 6 7 \| 2 6 \| \| \| \| 2 \| \| Dayron Zuniga Luca Shamsi \| 4 6 \| 0 6 \| \| \| \| 3 \| \| Roiniel Galindo / Denilson Martinez Kale Dalla Costa / Kamran Curtis McIntosh-Ross \| 7 5 \| 3 6 \| 6 1 \| \| |                                                                                    |                                                                                    |                     |     |     |  |
| |                                                                                    |                                                                                    | 1                   | 2   | 3   |  |
| 1 | Cuba (bandiera) · Trinidad e Tobago (bandiera)                                     | Denilson Martinez Kamran Curtis McIntosh-Ross                                      | 6 7                 | 2 6 |     |  |
| 2 | Cuba (bandiera) · Trinidad e Tobago (bandiera)                                     | Dayron Zuniga Luca Shamsi                                                          | 4 6                 | 0 6 |     |  |
| 3 | Cuba (bandiera) · Trinidad e Tobago (bandiera)                                     | Roiniel Galindo / Denilson Martinez Kale Dalla Costa / Kamran Curtis McIntosh-Ross | 7 5                 | 3 6 | 6 1 |  |

#### Isole Vergini Americane vs. Nicaragua
| Isole Vergini Americane 1 | National Racquet Sport Centre, Tacarigua, Trinidad e Tobago 22 luglio 2024 Cemento | National Racquet Sport Centre, Tacarigua, Trinidad e Tobago 22 luglio 2024 Cemento | Nicaragua 2 |     |   |  |
| \| \| \| \| 1 \| 2 \| 3 \| \| \| - \| \| ----------------------------------------------------------------------- \| --- \| --- \| - \| \| \| 1 \| \| Tomas Del Olmo Francisco Bendana \| 1 6 \| 1 6 \| \| \| \| 2 \| \| Jan Neuburger Higby Alfredo Gallegos \| 6 3 \| 6 2 \| \| \| \| 3 \| \| Tomas Del Olmo / Jan Neuburger Higby Andres Bendana / Francisco Bendana \| 5 7 \| 4 6 \| \| \| |                                                                                    |                                                                                    |             |     |   |  |
| |                                                                                    |                                                                                    | 1           | 2   | 3 |  |
| 1 | Isole Vergini Americane (bandiera) · Nicaragua (bandiera)                          | Tomas Del Olmo Francisco Bendana                                                   | 1 6         | 1 6 |   |  |
| 2 | Isole Vergini Americane (bandiera) · Nicaragua (bandiera)                          | Jan Neuburger Higby Alfredo Gallegos                                               | 6 3         | 6 2 |   |  |
| 3 | Isole Vergini Americane (bandiera) · Nicaragua (bandiera)                          | Tomas Del Olmo / Jan Neuburger Higby Andres Bendana / Francisco Bendana            | 5 7         | 4 6 |   |  |

#### Cuba vs. Saint Lucia
| Cuba 3 | National Racquet Sport Centre, Tacarigua, Trinidad e Tobago 23 luglio 2024 Cemento | National Racquet Sport Centre, Tacarigua, Trinidad e Tobago 23 luglio 2024 Cemento | Saint Lucia 0 |     |   |  |
| \| \| \| \| 1 \| 2 \| 3 \| \| \| - \| \| --------------------------------------------------------------------- \| --- \| --- \| - \| \| \| 1 \| \| Denilson Martinez Jordan Hunte \| 6 2 \| 6 2 \| \| \| \| 2 \| \| Dayron Zuniga Vernon Lewis \| 6 0 \| 6 0 \| \| \| \| 3 \| \| Roiniel Galindo / Denilson Martinez Alberton Richelieu / Maxx William \| 6 2 \| 6 1 \| \| \| |                                                                                    |                                                                                    |               |     |   |  |
| |                                                                                    |                                                                                    | 1             | 2   | 3 |  |
| 1 | Cuba (bandiera) · Saint Lucia (bandiera)                                           | Denilson Martinez Jordan Hunte                                                     | 6 2           | 6 2 |   |  |
| 2 | Cuba (bandiera) · Saint Lucia (bandiera)                                           | Dayron Zuniga Vernon Lewis                                                         | 6 0           | 6 0 |   |  |
| 3 | Cuba (bandiera) · Saint Lucia (bandiera)                                           | Roiniel Galindo / Denilson Martinez Alberton Richelieu / Maxx William              | 6 2           | 6 1 |   |  |

#### Trinidad e Tobago vs. Isole Vergini Americane
| Trinidad e Tobago 1 | National Racquet Sport Centre, Tacarigua, Trinidad e Tobago 23 luglio 2024 Cemento | National Racquet Sport Centre, Tacarigua, Trinidad e Tobago 23 luglio 2024 Cemento | Isole Vergini Americane 2 |     |   |  |
| \| \| \| \| 1 \| 2 \| 3 \| \| \| - \| \| ----------------------------------------------------------------------------- \| --- \| --- \| - \| \| \| 1 \| \| Kamran Curtis McIntosh-Ross Tomas Del Olmo \| 6 0 \| 7 5 \| \| \| \| 2 \| \| Luca Shamsi Jan Neuburger Higby \| 2 6 \| 1 6 \| \| \| \| 3 \| \| Kale Dalla Costa / Dunstan Alijah Leslie Tomas Del Olmo / Jan Neuburger Higby \| 2 6 \| 3 6 \| \| \| |                                                                                    |                                                                                    |                           |     |   |  |
| |                                                                                    |                                                                                    | 1                         | 2   | 3 |  |
| 1 | Trinidad e Tobago (bandiera) · Isole Vergini Americane (bandiera)                  | Kamran Curtis McIntosh-Ross Tomas Del Olmo                                         | 6 0                       | 7 5 |   |  |
| 2 | Trinidad e Tobago (bandiera) · Isole Vergini Americane (bandiera)                  | Luca Shamsi Jan Neuburger Higby                                                    | 2 6                       | 1 6 |   |  |
| 3 | Trinidad e Tobago (bandiera) · Isole Vergini Americane (bandiera)                  | Kale Dalla Costa / Dunstan Alijah Leslie Tomas Del Olmo / Jan Neuburger Higby      | 2 6                       | 3 6 |   |  |

#### Trinidad e Tobago vs. Nicaragua
| Trinidad e Tobago 1 | National Racquet Sport Centre, Tacarigua, Trinidad e Tobago 24 luglio 2024 Cemento | National Racquet Sport Centre, Tacarigua, Trinidad e Tobago 24 luglio 2024 Cemento | Nicaragua 2 |       |   |  |
| \| \| \| \| 1 \| 2 \| 3 \| \| \| - \| \| --------------------------------------------------------------------------------- \| --- \| ----- \| - \| \| \| 1 \| \| Kamran Curtis McIntosh-Ross Francisco Bendana \| 6 4 \| 7 64 \| \| \| \| 2 \| \| Luca Shamsi Alfredo Gallegos \| 0 6 \| 610 7 \| \| \| \| 3 \| \| Kamran Curtis McIntosh-Ross / Alfredo Gallegos Andres Bendana / Francisco Bendana \| 5 7 \| 2 6 \| \| \| |                                                                                    |                                                                                    |             |       |   |  |
| |                                                                                    |                                                                                    | 1           | 2     | 3 |  |
| 1 | Trinidad e Tobago (bandiera) · Nicaragua (bandiera)                                | Kamran Curtis McIntosh-Ross Francisco Bendana                                      | 6 4         | 7 64  |   |  |
| 2 | Trinidad e Tobago (bandiera) · Nicaragua (bandiera)                                | Luca Shamsi Alfredo Gallegos                                                       | 0 6         | 610 7 |   |  |
| 3 | Trinidad e Tobago (bandiera) · Nicaragua (bandiera)                                | Kamran Curtis McIntosh-Ross / Alfredo Gallegos Andres Bendana / Francisco Bendana  | 5 7         | 2 6   |   |  |

#### Isole Vergini Americane vs. Saint Lucia
| Isole Vergini Americane 3 | National Racquet Sport Centre, Tacarigua, Trinidad e Tobago 24 luglio 2024 Cemento | National Racquet Sport Centre, Tacarigua, Trinidad e Tobago 24 luglio 2024 Cemento | Saint Lucia 0 |     |   |  |
| \| \| \| \| 1 \| 2 \| 3 \| \| \| - \| \| ---------------------------------------------------------- \| ---- \| --- \| - \| \| \| 1 \| \| Tomas Del Olmo Maxx William \| 6 1 \| 6 2 \| \| \| \| 2 \| \| Jan Neuburger Higby Jordan Hunte \| 7 62 \| 6 2 \| \| \| \| 3 \| \| Imani Beharry / Tomas Del Olmo Jordan Hunte / Maxx William \| 6 2 \| 7 5 \| \| \| |                                                                                    |                                                                                    |               |     |   |  |
| |                                                                                    |                                                                                    | 1             | 2   | 3 |  |
| 1 | Isole Vergini Americane (bandiera) · Saint Lucia (bandiera)                        | Tomas Del Olmo Maxx William                                                        | 6 1           | 6 2 |   |  |
| 2 | Isole Vergini Americane (bandiera) · Saint Lucia (bandiera)                        | Jan Neuburger Higby Jordan Hunte                                                   | 7 62          | 6 2 |   |  |
| 3 | Isole Vergini Americane (bandiera) · Saint Lucia (bandiera)                        | Imani Beharry / Tomas Del Olmo Jordan Hunte / Maxx William                         | 6 2           | 7 5 |   |  |

#### Cuba vs. Isole Vergini Americane
| Cuba 2 | National Racquet Sport Centre, Tacarigua, Trinidad e Tobago 25 luglio 2024 Cemento | National Racquet Sport Centre, Tacarigua, Trinidad e Tobago 25 luglio 2024 Cemento | Isole Vergini Americane 1 |     |   |  |
| \| \| \| \| 1 \| 2 \| 3 \| \| \| - \| \| ------------------------------------------------------------------------ \| --- \| --- \| - \| \| \| 1 \| \| Denilson Martinez Tomas Del Olmo \| 6 4 \| 6 2 \| \| \| \| 2 \| \| Dayron Zuniga Jan Neuburger Higby \| 3 6 \| 5 7 \| \| \| \| 3 \| \| Roiniel Galindo / Denilson Martinez Tomas Del Olmo / Jan Neuburger Higby \| 7 5 \| 6 3 \| \| \| |                                                                                    |                                                                                    |                           |     |   |  |
| |                                                                                    |                                                                                    | 1                         | 2   | 3 |  |
| 1 | Cuba (bandiera) · Isole Vergini Americane (bandiera)                               | Denilson Martinez Tomas Del Olmo                                                   | 6 4                       | 6 2 |   |  |
| 2 | Cuba (bandiera) · Isole Vergini Americane (bandiera)                               | Dayron Zuniga Jan Neuburger Higby                                                  | 3 6                       | 5 7 |   |  |
| 3 | Cuba (bandiera) · Isole Vergini Americane (bandiera)                               | Roiniel Galindo / Denilson Martinez Tomas Del Olmo / Jan Neuburger Higby           | 7 5                       | 6 3 |   |  |

#### Saint Lucia vs. Nicaragua
| Saint Lucia 1 | National Racquet Sport Centre, Tacarigua, Trinidad e Tobago 25 luglio 2024 Cemento | National Racquet Sport Centre, Tacarigua, Trinidad e Tobago 25 luglio 2024 Cemento | Nicaragua 2 |     |   |  |
| \| \| \| \| 1 \| 2 \| 3 \| \| \| - \| \| ------------------------------------------------------------------------ \| --- \| --- \| - \| \| \| 1 \| \| Maxx William Francisco Bendana \| 1 6 \| 3 6 \| \| \| \| 2 \| \| Jordan Hunte Alfredo Gallegos \| 3 6 \| 1 6 \| \| \| \| 3 \| \| Jordan Hunte / Maxx William Andres Bendana / Diego Ricardo Fuentes Rocha \| 6 4 \| 6 1 \| \| \| |                                                                                    |                                                                                    |             |     |   |  |
| |                                                                                    |                                                                                    | 1           | 2   | 3 |  |
| 1 | Saint Lucia (bandiera) · Nicaragua (bandiera)                                      | Maxx William Francisco Bendana                                                     | 1 6         | 3 6 |   |  |
| 2 | Saint Lucia (bandiera) · Nicaragua (bandiera)                                      | Jordan Hunte Alfredo Gallegos                                                      | 3 6         | 1 6 |   |  |
| 3 | Saint Lucia (bandiera) · Nicaragua (bandiera)                                      | Jordan Hunte / Maxx William Andres Bendana / Diego Ricardo Fuentes Rocha           | 6 4         | 6 1 |   |  |

#### Cuba vs. Nicaragua
| Cuba 3 | National Racquet Sport Centre, Tacarigua, Trinidad e Tobago 26 luglio 2024 Cemento | National Racquet Sport Centre, Tacarigua, Trinidad e Tobago 26 luglio 2024 Cemento | Nicaragua 0 |     |     |  |
| \| \| \| \| 1 \| 2 \| 3 \| \| \| - \| \| ---------------------------------------------------------------------------- \| --- \| --- \| --- \| \| \| 1 \| \| Denilson Martinez Francisco Bendana \| 7 5 \| 2 6 \| 6 4 \| \| \| 2 \| \| Dayron Zunigav Alfredo Gallegos \| 6 4 \| 6 2 \| \| \| \| 3 \| \| Roiniel Galindo / Dayron Zuniga Andres Bendana / Diego Ricardo Fuentes Rocha \| 6 4 \| 6 1 \| \| \| |                                                                                    |                                                                                    |             |     |     |  |
| |                                                                                    |                                                                                    | 1           | 2   | 3   |  |
| 1 | Cuba (bandiera) · Nicaragua (bandiera)                                             | Denilson Martinez Francisco Bendana                                                | 7 5         | 2 6 | 6 4 |  |
| 2 | Cuba (bandiera) · Nicaragua (bandiera)                                             | Dayron Zunigav Alfredo Gallegos                                                    | 6 4         | 6 2 |     |  |
| 3 | Cuba (bandiera) · Nicaragua (bandiera)                                             | Roiniel Galindo / Dayron Zuniga Andres Bendana / Diego Ricardo Fuentes Rocha       | 6 4         | 6 1 |     |  |

#### Trinidad e Tobago vs. Saint Lucia
| Trinidad e Tobago 3 | National Racquet Sport Centre, Tacarigua, Trinidad e Tobago 26 luglio 2024 Cemento | National Racquet Sport Centre, Tacarigua, Trinidad e Tobago 26 luglio 2024 Cemento | Saint Lucia 0 |      |     |  |
| \| \| \| \| 1 \| 2 \| 3 \| \| \| - \| \| --------------------------------------------------------- \| --- \| ---- \| --- \| \| \| 1 \| \| Kamran Curtis McIntosh-Ross Maxx William \| 6 1 \| 6 2 \| \| \| \| 2 \| \| Dunstan Alijah Leslie Jordan Hunte \| 6 2 \| 63 7 \| 6 4 \| \| \| 3 \| \| KKale Dalla Costa / Tim Pasea Vernon Lewis / Maxx William \| 6 2 \| 6 4 \| \| \| |                                                                                    |                                                                                    |               |      |     |  |
| |                                                                                    |                                                                                    | 1             | 2    | 3   |  |
| 1 | Trinidad e Tobago (bandiera) · Saint Lucia (bandiera)                              | Kamran Curtis McIntosh-Ross Maxx William                                           | 6 1           | 6 2  |     |  |
| 2 | Trinidad e Tobago (bandiera) · Saint Lucia (bandiera)                              | Dunstan Alijah Leslie Jordan Hunte                                                 | 6 2           | 63 7 | 6 4 |  |
| 3 | Trinidad e Tobago (bandiera) · Saint Lucia (bandiera)                              | KKale Dalla Costa / Tim Pasea Vernon Lewis / Maxx William                          | 6 2           | 6 4  |     |  |

## Playoff

### Playoff promozione

#### Aruba vs. Nicaragua
| Aruba 2 | Luogo: National Racquet Sport Centre, Tacarigua, Trinidad e Tobago 27 luglio 2024 Cemento | Luogo: National Racquet Sport Centre, Tacarigua, Trinidad e Tobago 27 luglio 2024 Cemento | Nicaragua 0 |     |   |             |
| \| \| \| \| 1 \| 2 \| 3 \| \| \| - \| \| --------------------------------------------------------------- \| ---- \| --- \| - \| ----------- \| \| 1 \| \| Kyle Frankel Francisco Bendana \| 7 63 \| 6 6 \| \| \| \| 2 \| \| Patrick Sydow Alfredo Gallegos \| 6 4 \| 6 \| \| \| \| 3 \| \| Kyle Frankel / Patrick Sydow Andres Bendana / Francisco Bendana \| \| \| \| non giocato \| |                                                                                           |                                                                                           |             |     |   |             |
| |                                                                                           |                                                                                           | 1           | 2   | 3 |             |
| 1 | Aruba (bandiera) · Nicaragua (bandiera)                                                   | Kyle Frankel Francisco Bendana                                                            | 7 63        | 6 6 |   |             |
| 2 | Aruba (bandiera) · Nicaragua (bandiera)                                                   | Patrick Sydow Alfredo Gallegos                                                            | 6 4         | 6   |   |             |
| 3 | Aruba (bandiera) · Nicaragua (bandiera)                                                   | Kyle Frankel / Patrick Sydow Andres Bendana / Francisco Bendana                           |             |     |   | non giocato |

#### Honduras vs. Cuba
| Honduras 2 | Luogo: National Racquet Sport Centre, Tacarigua, Trinidad e Tobago 27 luglio 2024 Cemento | Luogo: National Racquet Sport Centre, Tacarigua, Trinidad e Tobago 27 luglio 2024 Cemento | Cuba 1 |     |   |  |
| \| \| \| \| 1 \| 2 \| 3 \| \| \| - \| \| ------------------------------------------------------------------- \| --- \| --- \| - \| \| \| 1 \| \| Guillermo Alfonso Bennaton Denilson Martinez \| 4 6 \| 1 6 \| \| \| \| 2 \| \| Alejandro Obando Dayron Zuniga \| 6 3 \| 6 4 \| \| \| \| 3 \| \| Alejandro Obando / Keny Turcios Roiniel Galindo / Denilson Martinez \| 6 2 \| 6 3 \| \| \| |                                                                                           |                                                                                           |        |     |   |  |
| |                                                                                           |                                                                                           | 1      | 2   | 3 |  |
| 1 | Honduras (bandiera) · Cuba (bandiera)                                                     | Guillermo Alfonso Bennaton Denilson Martinez                                              | 4 6    | 1 6 |   |  |
| 2 | Honduras (bandiera) · Cuba (bandiera)                                                     | Alejandro Obando Dayron Zuniga                                                            | 6 3    | 6 4 |   |  |
| 3 | Honduras (bandiera) · Cuba (bandiera)                                                     | Alejandro Obando / Keny Turcios Roiniel Galindo / Denilson Martinez                       | 6 2    | 6 3 |   |  |

### 5º-6º posto

#### Antigua e Barbuda vs. Isole Vergini Americane
| Antigua e Barbuda 0 | Luogo: National Racquet Sport Centre, Tacarigua, Trinidad e Tobago 27 luglio 2024 Cemento | Luogo: National Racquet Sport Centre, Tacarigua, Trinidad e Tobago 27 luglio 2024 Cemento | Isole Vergini Americane 2 |     |   |             |
| \| \| \| \| 1 \| 2 \| 3 \| \| \| - \| \| -------------------------------------------------------------------- \| --- \| --- \| - \| ----------- \| \| 1 \| \| DeAndre Weeks Tomas Del Olmo \| 0 6 \| 0 6 \| \| \| \| 2 \| \| Rodain Shaquan Monelle Jan Neuburger Higby \| 1 6 \| 1 6 \| \| \| \| 3 \| \| Ron Murraine / Cordell Williams Tomas Del Olmo / Jan Neuburger Higby \| \| \| \| non giocato \| |                                                                                           |                                                                                           |                           |     |   |             |
| |                                                                                           |                                                                                           | 1                         | 2   | 3 |             |
| 1 | Antigua e Barbuda (bandiera) · Isole Vergini Americane (bandiera)                         | DeAndre Weeks Tomas Del Olmo                                                              | 0 6                       | 0 6 |   |             |
| 2 | Antigua e Barbuda (bandiera) · Isole Vergini Americane (bandiera)                         | Rodain Shaquan Monelle Jan Neuburger Higby                                                | 1 6                       | 1 6 |   |             |
| 3 | Antigua e Barbuda (bandiera) · Isole Vergini Americane (bandiera)                         | Ron Murraine / Cordell Williams Tomas Del Olmo / Jan Neuburger Higby                      |                           |     |   | non giocato |

### 7º-8º posto

#### Haiti vs. Trinidad e Tobago
| Haiti 2 | Luogo: National Racquet Sport Centre, Tacarigua, Trinidad e Tobago 27 luglio 2024 Cemento | Luogo: National Racquet Sport Centre, Tacarigua, Trinidad e Tobago 27 luglio 2024 Cemento  | Trinidad e Tobago 1 |     |     |        |
| \| \| \| \| 1 \| 2 \| 3 \| \| \| - \| \| ------------------------------------------------------------------------------------------ \| --- \| --- \| --- \| ------ \| \| 1 \| \| Dorcely Luckens Kamran Curtis McIntosh-Ross \| 4 6 \| 4 6 \| \| \| \| 2 \| \| Christopher Bogelin Luca Shamsi \| 2 6 \| 7 5 \| 6 2 \| \| \| 3 \| \| Dorcely Luckens / Jayven Andrew Ryan Jean Baptiste Kamran Curtis McIntosh-Ross / Tim Pasea \| \| \| \| ritiro \| |                                                                                           |                                                                                            |                     |     |     |        |
| |                                                                                           |                                                                                            | 1                   | 2   | 3   |        |
| 1 | Haiti (bandiera) · Trinidad e Tobago (bandiera)                                           | Dorcely Luckens Kamran Curtis McIntosh-Ross                                                | 4 6                 | 4 6 |     |        |
| 2 | Haiti (bandiera) · Trinidad e Tobago (bandiera)                                           | Christopher Bogelin Luca Shamsi                                                            | 2 6                 | 7 5 | 6 2 |        |
| 3 | Haiti (bandiera) · Trinidad e Tobago (bandiera)                                           | Dorcely Luckens / Jayven Andrew Ryan Jean Baptiste Kamran Curtis McIntosh-Ross / Tim Pasea |                     |     |     | ritiro |

### 9º-10º posto

#### Haiti vs. Trinidad e Tobago
| Haiti 2 | Luogo: National Racquet Sport Centre, Tacarigua, Trinidad e Tobago 27 luglio 2024 Cemento | Luogo: National Racquet Sport Centre, Tacarigua, Trinidad e Tobago 27 luglio 2024 Cemento  | Trinidad e Tobago 1 |     |   |             |
| \| \| \| \| 1 \| 2 \| 3 \| \| \| - \| \| ------------------------------------------------------------------------------------------ \| --- \| --- \| - \| ----------- \| \| 1 \| \| Dorcely Luckens Kamran Curtis McIntosh-Ross \| 4 6 \| 3 6 \| \| \| \| 2 \| \| Christopher Bogelin Luca Shamsi \| 3 6 \| 4 6 \| \| \| \| 3 \| \| Dorcely Luckens / Jayven Andrew Ryan Jean Baptiste Kamran Curtis McIntosh-Ross / Tim Pasea \| \| \| \| non giocato \| |                                                                                           |                                                                                            |                     |     |   |             |
| |                                                                                           |                                                                                            | 1                   | 2   | 3 |             |
| 1 | Haiti (bandiera) · Trinidad e Tobago (bandiera)                                           | Dorcely Luckens Kamran Curtis McIntosh-Ross                                                | 4 6                 | 3 6 |   |             |
| 2 | Haiti (bandiera) · Trinidad e Tobago (bandiera)                                           | Christopher Bogelin Luca Shamsi                                                            | 3 6                 | 4 6 |   |             |
| 3 | Haiti (bandiera) · Trinidad e Tobago (bandiera)                                           | Dorcely Luckens / Jayven Andrew Ryan Jean Baptiste Kamran Curtis McIntosh-Ross / Tim Pasea |                     |     |   | non giocato |